# Зурла
Зурла је македонски инструмент који се прави од дрвета ораха или шљиве.

## Назив
Име зурла настало је у време Турака. Изведено је од персијске речи سرنا — сурна.

## Опис
Састоји се од два дела: купасте цеви и писка. Зурла има седам отвора за прсте и један за палац, отворе у доњем делу и писак са диском на горњем крају.
Током свирања, зурла се држи са обе руке, нагнута под углом од 45 степени у односу на поглед. Прсти леве руке покривају доња четири отвора, док прсти десне руке покривају горње отворе и отвор за палац. Заравњени писак се потпуно стави у уста, тако да усне додирују метални диск.
Свирање овог инструмента захтева карактеристично, циркуларно дисање. Зурла има јединствен, веома гласан и продоран звук. Репертоар зурли су традиционална ора. Редовно су праћене традиционалним двостраним бубњевима и тапанима.

## Подручја
Зурла се користи у традиционалној народној музици. Највише је заступљена у Јерменији, Бугарској, Хрватској, Турској, Азербејџану, Ираку, Курдистану, Грчкој, Асирији, Ирану, Израелу, Авганистану, Албанији, Босни и Херцеговини, Косову и Метохији као и у другим Кавкаским земљама.
Најчешће се правила од дрва кајсије (лат. Prunus armeniaca).

## Звуци зурле
Зурлом се свирају приближно две октаве на природној скали. Хроматични тонови који настају, приближно су слични (Д #, Ф #, А # и Б #) и могу се добити променом комбинација притиска и покривеност рупа од којих настају тонови.
Овај инструмент има карактеристичан, врло гласан и продоран звук. Стандардна комбинација свирања је уз две зурле и два бубња.

## Историјат
Сматра се да је зурла донесена у Македонију током средњег века са истока. Највише су је користили Роми и Турци.
У Србији је најраспрострањенија на Косову и Метохији где се сматра најстаријим инструментом овог подручја.
Највише се користи на свадбама, у фолклорним играма и током великих празника.